# Klay Thompson
Klay Alexander Thompson (Los Angeles, 1990. február 8. –) amerikai olimpiai-, világ-, és sokszoros NBA-bajnok kosárlabdázó, a Dallas Mavericks játékosa a National Basketball Associationben (NBA). Minden idők egyik legjobb hárompontos-dobója, korábbi csapattársa, Stephen Curry mellett. Négyszeres NBA-győztes a Golden State Warriors színeiben, ötszörös All Star és kétszer is elismerték az All-NBA harmadik csapatban, illetve egyszer a liga legjobb védekező csapatába. A 2014-es világbajnokságon és a 2016-os olimpián is aranyérmet nyert az amerikai válogatottal.
Mychal Thompson korábbi NBA-játékos fia, Klay egyetemen három évig játszott a Washington State Cougars színeiben, ahol kétszer is beválasztották a főcsoport legjobb csapatába. A 2011-es NBA-draft első körében választotta ki a Golden State a 11. helyen. 2014-ben Thompson és Curry megdöntötték a rekordot a legtöbb szerzett hárompontosért egy szezonban, 484-gyel, amit aztán meg is döntöttek a 2014–2015-ös (525) és a 2015–2016-os szezonban (678) is, amiért a páros a Splash Brothers becenevet kapta. 2015-ben Thompson nagy szerepet játszott a Warriors első bajnoki címében 1975 óta és kulcsfontosságú volt a 2017-es és 2018-as diadalmak során is.
A 2019-es NBA-döntő hatodik mérkőzésén Thompson bal térde súlyosan megsérült, minek következtében ki kellett hagynia a 2019–2020-as szezon egészét. Ezt követően felépülése közben elszakadt Achilles-ínja, így a 2020–2021-es szezonra se tudott visszatérni. 2022 januárjában tért vissza a pályára, 31 kihagyott hónap után. Visszatérését követően a Warriors ismét bajnok lett, legyőzve a Boston Celtics csapatát a 2022-es döntőben, megnyerve negyedik bajnoki címüket nyolc év alatt.

## Statisztika

### Egyetem
| Év        | Csapat                   | JM | KM | JP/M | MG%  | 3P%  | BD%  | LP/M | GP/M | L/M | B/M | P/M  |
| --------- | ------------------------ | -- | -- | ---- | ---- | ---- | ---- | ---- | ---- | --- | --- | ---- |
| 2008–2009 | Washington State Cougars | 33 | 33 | 33,1 | .421 | .412 | .903 | 4,2  | 1,9  | 0,9 | 0,6 | 12,5 |
| 2009–2010 | Washington State Cougars | 31 | 30 | 35,4 | .412 | .364 | .801 | 5,1  | 2,3  | 1,4 | 0,7 | 19,6 |
| 2010–2011 | Washington State Cougars | 34 | 33 | 34,7 | .436 | .398 | .838 | 5,2  | 3,7  | 1,6 | 0,9 | 21,6 |
| Karrier   | Karrier                  | 98 | 96 | 34,4 | .424 | .390 | .827 | 4,8  | 2,6  | 1,3 | 0,7 | 17,9 |

### NBA

#### Alapszakasz
| Év         | Csapat                | JM  | KM  | JP/M | MG%  | 3P%  | BD%   | LP/M | GP/M | L/M | B/M | P/M  |
| ---------- | --------------------- | --- | --- | ---- | ---- | ---- | ----- | ---- | ---- | --- | --- | ---- |
| 2011–2012  | Golden State Warriors | 66* | 29  | 24,4 | .443 | .414 | .868  | 2,4  | 2,0  | 0,7 | 0,3 | 12,5 |
| 2012–2013  | Golden State Warriors | 82* | 82* | 35,8 | .422 | .401 | .841  | 3,8  | 2,2  | 1,0 | 0,5 | 16,6 |
| 2013–2014  | Golden State Warriors | 81  | 81  | 35,4 | .444 | .417 | .795  | 3,1  | 2,2  | 0,9 | 0,5 | 18,4 |
| 2014–2015† | Golden State Warriors | 77  | 77  | 31,9 | .463 | .439 | .879  | 3,2  | 2,9  | 1,1 | 0,8 | 21,7 |
| 2015–2016  | Golden State Warriors | 80  | 80  | 33,3 | .470 | .425 | .873  | 3,8  | 2,1  | 0,8 | 0,6 | 22,1 |
| 2016–2017† | Golden State Warriors | 78  | 78  | 34,0 | .468 | .414 | .853  | 3,7  | 2,1  | 0,8 | 0,5 | 22,3 |
| 2017–2018† | Golden State Warriors | 73  | 73  | 34,3 | .488 | .440 | .837  | 3,8  | 2,5  | 0,8 | 0,5 | 20,0 |
| 2018–2019  | Golden State Warriors | 78  | 78  | 34,0 | .467 | .402 | .816  | 3,8  | 2,4  | 1,1 | 0,6 | 21,5 |
| 2021–2022† | Golden State Warriors | 32  | 32  | 29,4 | .429 | .385 | .902  | 3,9  | 2,8  | 0,5 | 0,5 | 20,4 |
| 2022–2023  | Golden State Warriors | 69  | 69  | 33,0 | .436 | .412 | .879  | 4,1  | 2,4  | 0,7 | 0,4 | 21,9 |
| 2023–2024  | Golden State Warriors | 77  | 63  | 29,7 | .432 | .387 | .927* | 3,3  | 2,3  | 0,6 | 0,5 | 17,9 |
| 2024–2025  | Dallas Mavericks      | 72  | 72  | 27,3 | .412 | .391 | .905  | 3,4  | 2,0  | 0,7 | 0,4 | 14,0 |
| Karrier    | Karrier               | 865 | 814 | 32,1 | .451 | .411 | .860  | 3,5  | 2,3  | 0,8 | 0,5 | 19,1 |
| All Star   | All Star              | 5   | 1   | 20,4 | .379 | .379 | 1.000 | 5,0  | 3,4  | 0,4 | 0,0 | 12,6 |

#### Play-in
| Év      | Csapat                | JM | KM | JP/M | MG%  | 3P%  | BD%  | LP/M | GP/M | L/M | B/M | P/M  |
| ------- | --------------------- | -- | -- | ---- | ---- | ---- | ---- | ---- | ---- | --- | --- | ---- |
| 2024    | Golden State Warriors | 1  | 1  | 31,6 | .000 | .000 | -    | 4,0  | 1,0  | 0,0 | 0,0 | 0,0  |
| 2025    | Dallas Mavericks      | 2  | 2  | 32,7 | .577 | .500 | .667 | 3,5  | 2,5  | 0,5 | 0,5 | 20,5 |
| Karrier | Karrier               | 3  | 3  | 32,3 | .417 | .375 | .667 | 3,7  | 2,0  | 0,3 | 0,3 | 13,7 |

#### Rájátszás
| Év      | Csapat                | JM  | KM  | JP/M | MG%  | 3P%  | BD%  | LP/M | GP/M | L/M | B/M | P/M  |
| ------- | --------------------- | --- | --- | ---- | ---- | ---- | ---- | ---- | ---- | --- | --- | ---- |
| 2013    | Golden State Warriors | 12  | 12  | 41,3 | .437 | .424 | .833 | 4,6  | 1,8  | 1,0 | 0,6 | 15,2 |
| 2014    | Golden State Warriors | 7   | 7   | 36,7 | .408 | .364 | .792 | 3,4  | 3,6  | 1,0 | 0,7 | 16,4 |
| 2015†   | Golden State Warriors | 21  | 21  | 36,2 | .446 | .390 | .800 | 3,9  | 2,6  | 0,8 | 0,9 | 18,6 |
| 2016    | Golden State Warriors | 24  | 24  | 35,4 | .444 | .422 | .854 | 3,7  | 2,3  | 1,1 | 0,4 | 24,3 |
| 2017†   | Golden State Warriors | 17  | 17  | 35,0 | .397 | .387 | .788 | 3,9  | 2,1  | 0,8 | 0,3 | 15,0 |
| 2018†   | Golden State Warriors | 21  | 21  | 37,8 | .465 | .427 | .871 | 4,1  | 1,8  | 0,8 | 0,3 | 19,6 |
| 2019    | Golden State Warriors | 21  | 21  | 39,0 | .456 | .443 | .902 | 4,1  | 2,1  | 1,3 | 0,7 | 20,7 |
| 2022†   | Golden State Warriors | 22  | 22  | 36,0 | .429 | .385 | .867 | 3,9  | 2,3  | 1,1 | 0,7 | 19,0 |
| 2023    | Golden State Warriors | 13  | 13  | 36,0 | .388 | .368 | .875 | 4,2  | 2,2  | 0,5 | 0,3 | 18,5 |
| Karrier | Karrier               | 158 | 158 | 36,9 | .436 | .405 | .845 | 4,0  | 2,2  | 0,9 | 0,5 | 19,2 |